# 莫何可汗
莫何可汗（?—588年），又称葉護可汗，阿史那氏，名处罗侯，号突利设，东突厥可汗，乙息记可汗阿史那科罗之子，沙缽略可汗阿史那摄图之弟。
莫何可汗生年没有记载。原辖突厥汗国之东部地区，得部众拥护。被沙钵略可汗猜忌，怀有离心。580年，暗中与长孙晟结盟，暗托心腹。隋朝建立后，隋文帝对沙钵略采用“远交而近攻、离强而合弱”之策，于是派长孙晟至其所，诱令内附。587年四月，沙缽略可汗去世，其子雍虞闾遵遗命拥立处罗侯。处罗侯以突厥“自木杆可以来，多以弟代兄，以庶夺嫡，失先祖之法，不相敬畏”，固辞。雍虞闾以“亡父之命，其可废”为由，再劝进处罗侯即可汗位，隋使长孙晟赴贺，赐以鼓吹、幡旗。勇而有谋，为扩展势力，当年，他以隋朝所赐旗鼓为号，出兵西征阿波可汗，擒之，收降阿波部众。上书隋朝请处死阿波，隋文帝未允。588年十二月，莫何可汗率兵三十万西击波斯，中箭去世，在位仅一年。其子阿史那染干在11年后成为突厥的启民可汗。启民可汗有兄子毗黎伽特勤。